# دالاس آدامز
دالاس آدامز (انگلیسی: Dallas Adams؛ ‏ ۱۷ فوریهٔ ۱۹۴۷ – ۲۹ اوت ۱۹۹۱) بازیگر اهل انگلستان بود. وی در ۲۹ اوت ۱۹۹۱ در سن ۴۴ سالگی بر در اثر ابتلا به بیماری ایدز درگذشت.
از فیلم‌ها یا مجموعه‌های تلویزیونی که وی در آن‌ها نقش داشته‌است، می‌توان به رؤیای شب نیمه تابستان، گولاگ، شاه رالف، پوآرو،دکتر هو، فرانکشتاین: داستان واقعی و فضا: ۱۹۹۹ اشاره نمود.